# Windows Live Events
Windows Live Events — закрытый бесплатный сервис для отметки Event-событий от компании Майкрософт, входящий в пакет ''Основные компоненты Windows''.

## Совместно
Windows Live Events объединял такие программы как: Windows Live Calendar, и другие.

## Прекращена поддержка
Поддержка была прекращена после того как, компания Майкрософт заметила, как пользователи отмечают события в других программах, в том числе в Teams, и они прекратили разработку и перенаправили на Teams.